# 朗东堡
朗东堡（法語：Château-Landon，法語發音：[ʃato lɑ̃dɔ̃] ⓘ）是法国法蘭西島大區塞纳-马恩省的一个市镇，属于枫丹白露区。 

## 地理
朗东堡（48°8'57"N, 2°42'2"E）面积29.35 平方千米，位于法国法蘭西島大區塞纳-马恩省，该省份为法国北部内陆省份，北起瓦兹省，西接埃松省、马恩河谷省、塞纳-圣但尼省和瓦兹河谷省，南至卢瓦雷省，东南接约讷省，东临马恩省和奥布省，东北接埃纳省。
与朗东堡接壤的市镇（或旧市镇、城区）包括：卢万河畔苏普、库尔唐皮埃尔、多尔迪沃、纳尔日、普雷方丹、索迪加蒂奈、布格利尼、舍努、蒙德勒维尔。

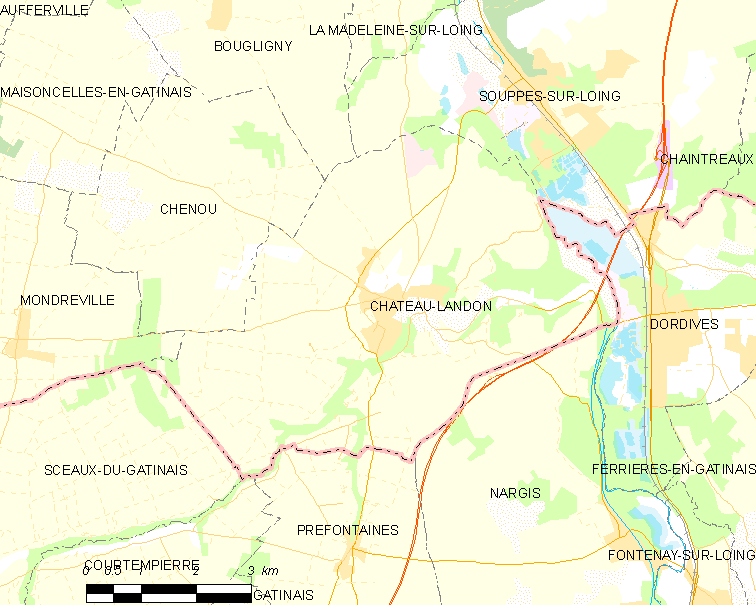
朗东堡的OSM定位图

朗东堡的时区为UTC+01:00、UTC+02:00（夏令时）。

## 行政
朗东堡的邮政编码为77570，INSEE市镇编码为77099。

## 政治
朗东堡所属的省级选区为讷穆尔县。

## 人口

1962-2008年间朗东堡人口变化图示

朗东堡于2022年1月1日时的人口数量为3150人。